# Serra da Lousã
Pour l’article homonyme, voir Lousã.

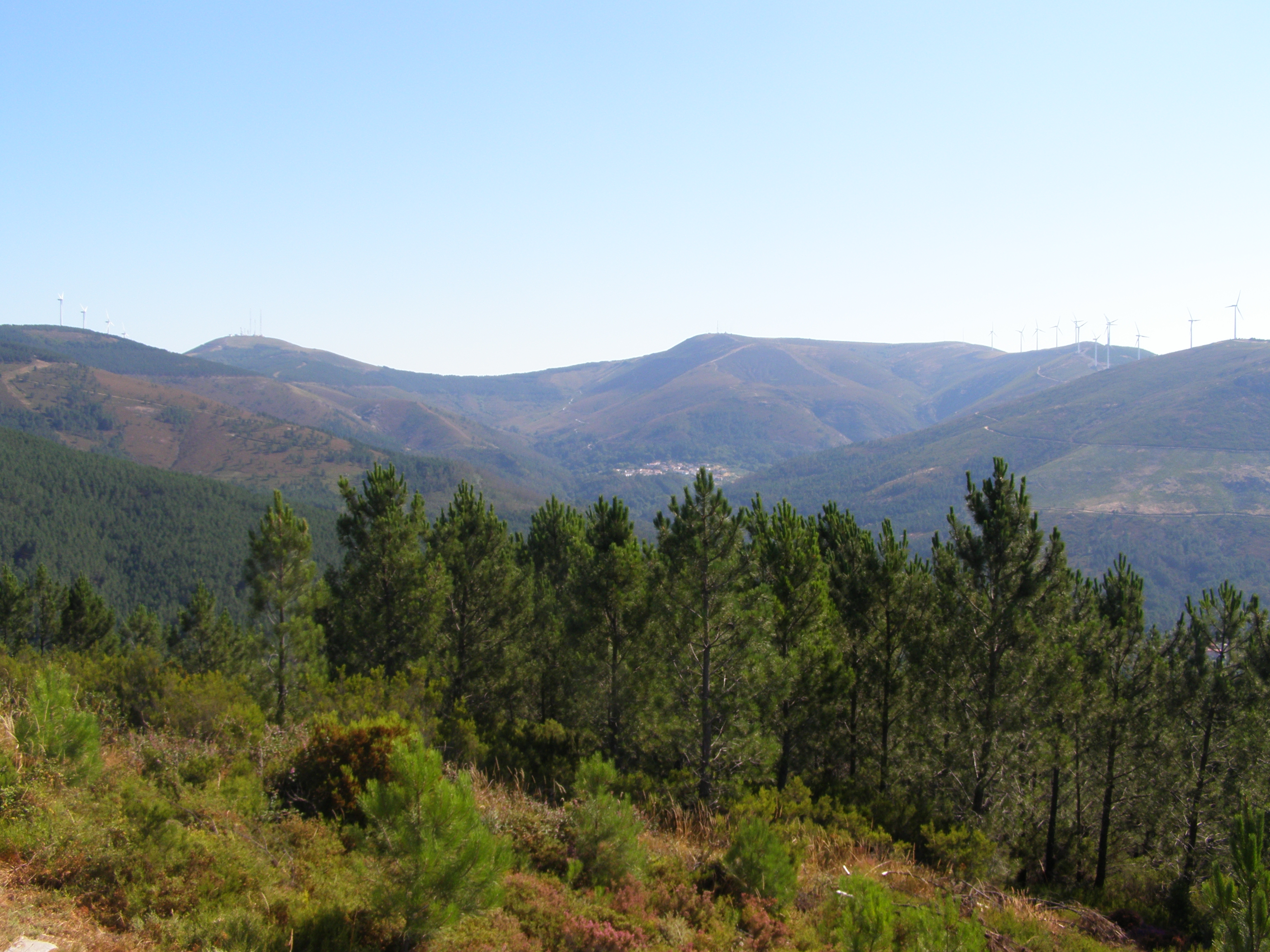
Vue de la serra da Lousã.

La serra da Lousã est une chaîne montagneuse du Portugal continental, culminant à 1 205 mètres d'altitude au Trevim.
Elle est située à la frontière des districts de Coimbra et de Leiria. Elle recouvre les communes de Miranda do Corvo, Lousã, Góis et Penela (dans le district de Coimbra) et de Castanheira de Pera et Figueiró dos Vinhos (dans le district de Leiria). Comme la serra da Estrela et la serra do Açor, elle fait partie du Système central.